# آلبرتو گینولفی
آلبرتو گینولفی (انگلیسی: Alberto Ginulfi؛ زادهٔ ۳۰ نوامبر ۱۹۴۱) بازیکن فوتبال اهل ایتالیا است.
از باشگاه‌هایی که در آن بازی کرده‌است می‌توان به باشگاه فوتبال کرمونزه، باشگاه فوتبال هلاس ورونا، باشگاه فوتبال آ.اس. رم، و باشگاه فوتبال فیورنتینا اشاره کرد.